# Список послов России и СССР в Аргентине
В статье представлен список послов России и СССР в Аргентине.

## Хронология дипломатических отношений
- 1866 г. — в Буэнос-Айресе появился консульский представитель России.
- 22 октября 1885 г. — установлены дипломатические отношения на уровне миссий. Дипломатические отношения со стороны России осуществлялись через миссию в Рио-де-Жанейро.
- 1895 г. — российская миссия перенесена из Рио-де-Жанейро в Буэнос-Айрес.
- 1898 г. — российская миссия перенесена из Буэнос-Айреса в Рио-де-Жанейро.
- 1910 г. — российская миссия открыта в Буэнос-Айресе.
- 1917 г. — дипломатические отношения прерваны после Октябрьской революции.
- 5 июня 1946 г. — установлены дипломатические отношения на уровне посольств.

## Список послов
| Срок полномочий                    | Посол                            | Годы жизни | Вручение верительных грамот | Комментарии                                                |
| ---------------------------------- | -------------------------------- | ---------- | --------------------------- | ---------------------------------------------------------- |
| Российская империя                 |                                  |            |                             |                                                            |
| 1885 — 1892                        | Александр Семёнович Ионин        | 1837—1900  |                             | Посланник по совместительству                              |
| 1895 — 1898                        | Михаил Николаевич Гирс           | 1856—1932  |                             | Посланник по совместительству                              |
| 1898 — 1904                        | Алексей Николаевич Шпейер        | 1854—1916  |                             | Посланник по совместительству                              |
| 1904 — 1909                        | Маврикий Эдуардович Прозор       | 1849—1928  |                             | Посланник по совместительству                              |
| 1910 — 3 марта 1917                | Евгений Фёдорович Штейн          | 1869—1961  | 31 октября 1916             | Поверенный в делах до 18 августа 1916, затем посланник     |
| Временное правительство России     |                                  |            |                             |                                                            |
| 5 сентября 1917 — 26 ноября 1917   | Евгений Фёдорович Штейн          | 1869—1961  | 3 октября 1917              | Посланник (Аргентина считала его посланником до 1931 года) |
| СССР                               |                                  |            |                             |                                                            |
| 12 июля 1946 — 1 июня 1948         | Михаил Григорьевич Сергеев       | 1903—1993  | 12 сентября 1946            |                                                            |
| 25 ноября 1950 — 10 ноября 1956    | Григорий Фёдорович Резанов       | 1905—1978  | 8 марта 1951                |                                                            |
| 10 ноября 1956 — 10 ноября 1959    | Михаил Алексеевич Костылёв       | 1900—1974  | 31 января 1957              |                                                            |
| 10 ноября 1959 — 5 апреля 1966     | Николай Борисович Алексеев       | 1912—1984  | 23 декабря 1959             |                                                            |
| 5 апреля 1966 — 14 октября 1972    | Юрий Иванович Вольский           | род. 1922  | 8 июня 1966                 |                                                            |
| 14 октября 1972 — 27 сентября 1978 | Семён Петрович Дюкарев           | 1914—1990  | 11 декабря 1972             |                                                            |
| 27 сентября 1978 — 17 июня 1983    | Сергей Романович Стриганов       | 1916—1985  | 23 октября 1978             |                                                            |
| 17 июня 1983 — 23 августа 1990     | Олег Константинович Квасов       | 1928—2012  | 9 августа 1983              |                                                            |
| 23 августа 1990 — 25 декабря 1991  | Владимир Владимирович Никитин    | род. 1940  |                             |                                                            |
| Российская Федерация               |                                  |            |                             |                                                            |
| 25 декабря 1991 — 22 июня 1993     | Владимир Владимирович Никитин    | род. 1940  |                             |                                                            |
| 22 июня 1993 — 8 июня 1996         | Ян Анастасьевич Бурляй           | род. 1947  |                             |                                                            |
| 8 июня 1996 — 22 августа 2000      | Владимир Львович Тюрденев        | род. 1949  |                             |                                                            |
| 22 августа 2000 — 13 июля 2004     | Евгений Михайлович Астахов       | род. 1937  |                             |                                                            |
| 13 июля 2004 — 7 июля 2009         | Юрий Петрович Корчагин           | род. 1950  |                             |                                                            |
| 7 июля 2009 — 6 декабря 2010       | Александр Константинович Догадин | род. 1950  | 4 марта 2010                |                                                            |
| 21 июля 2011 — 20 июня 2018        | Виктор Викторович Коронелли      | род. 1958  | 10 ноября 2011              |                                                            |
| 20 июня 2018 — настоящее время     | Дмитрий Валерьевич Феоктистов    | род. 1967  | 21 августа 2018             |                                                            |